# ゴエンプロ (芸能事務所)
ゴエンプロ合同会社（英: Goenpro llc.）は、東京都渋谷区に本社を置く日本の総合芸能プロダクション。
俳優・女優・タレント・モデル・アーティストなどのマネージメントおよび新人発掘・育成のほか、キャスティング事業・映像制作事業・デザイン事業も行っている。
大手芸能プロで働いていたスタッフが設立。
五つの縁、「縁」で繋がり、「円」になり、「援」応援し、「宴」共に喜び、「園」たった一つの園を創る。「一日一生」をモットーにしている企業である。

## 沿革・概要
- 2007年1月 - ゴエンプロダクション創業。
- 2012年5月 - ゴエンプロ合同会社設立。
- 2019年1月 - タレントマネージメント業務の部門区別化により、専属タレント部門・登録タレント部門として新たにスタート。
- 専属タレント部門には、タレント、リポーター、アナウンサー、ラジオパーソナリティー、俳優、女優、モデル、アーティスト、子役などが所属している。
- 登録タレント部門には、素人（赤ちゃんから小・中・高校生等、主婦、引退後のシニアまで幅広い年齢層）の方が在籍しています。
- 専属タレント・登録タレントとの密なコミュニケーション、上質な人間関係、育成を尽くすことに重点におき、マネージメントを行っている。

## 事業部
- プロダクション事業部
- キャスティング事業部
- 映像制作事業部
- デザイン事業部

## 事業内容
- 芸能プロダクション、モデルエージェンシーの経営
- 各種芸能アーティストの養成とマネージメント
- 各種イベントの企画、運営、実演、興行
- アーティストに関する商品の製作と管理及び利用
- ポスター、チラシ、カタログの企画制作
- その他デザイン関連の企画制作
- スタイリスト、ヘアメイク、カメラマン、音楽家など技術者のマネージメント

## 主な所属
男性
- 末次一輝
- 大島雄貴
- じゃじゃ
- DAI
- 渡辺寛之
- 岩下智和
- 小林優太
- 神崎光三郎
- 左近
- 水野哲
- 小林信久
- 松元信太朗
- 山村ひびき

女性
- 榎本奈里子
- 宮永梓生
- 井上恵
- 宮尾知里
- 荒井志乃
- 河鍋麻紀
- 伊藤真弓
- 近藤さつき
- 中司雅美
- 蒼野ひかり